# Syndon (tkanina)
Syndon – gatunek starożytnego indyjskiego płótna lnianego. Wyrabiano z niego bieliznę pościelową i ubrania.
Nazwę zawdzięczał dawnej nazwie Indii - Sidhu.
Tkanina znana była od 2 tys. lat p.n.e. w krajach starożytnych: Asyryjczycy nazywali owo płótno suhdinnu, Aramejczycy sindu, Hebrajczycy - sadin, starożytni Grecy - sindon. Najsłynniejsze tkaniny pochodziły z Indii i z Egiptu. 
Izraelici wytwarzali sadin już w ziemi Kanaan a potem w niewoli egipskiej. Samson walczący z Filistynami wymienia syndony w jednej ze swoich zagadek (Sdz 14, 12), Izajasz w opisie bielizny kobiet (Iz 3, 23) i Jeremiasz. Księga Przysłów opisuje niewiastę przy warsztacie tkackim tkającą sadin, który potem sprzedaje i dostarcza kupcowi (por, Prz 31, 24). 